# بايلس كونلي
بايلس كونلي (بالإنجليزية: Bayless Conley)‏ هو قس أمريكي، ولد في 1955.

## وصلات خارجية
- بايلس كونلي على موقع IMDb (الإنجليزية)